# علی مقصید
علی مقصید (عربی: علي مقصيد؛ زاده ۱۱ دسامبر ۱۹۸۶) یک بازیکن فوتبال اهل کویت است.
وی همچنین در تیم ملی فوتبال کویت بازی کرده‌است.